# René Jäggi
René Charles Jäggi, född 17 december 1948, är en schweizisk affärsman.
René Jäggi var driftschef för Adidas från 1986 och blev senare styrelseordförande men sparkades 1992. Han var 2002–2005 president för 1. FC Kaiserslautern.